# Mare temporaire de Musella/Bonifacio
Mare temporaire de Musella/Bonifacio este o arie protejată (sit de importanță comunitară — SCI) din Franța întinsă pe o suprafață de 17 ha, integral pe uscat.

## Localizare
Centrul sitului Mare temporaire de Musella/Bonifacio este situat la coordonatele 41°24′07″N 9°11′27″E / 41.40194°N 9.19083°E.

## Înființare
Situl Mare temporaire de Musella/Bonifacio a fost declarat arie specială de conservare în baza directivei 92/43 din 1992 referitoare la conservarea habitatelor naturale și a faunei și florei sălbatice pentru a proteja 2 specii de animale.

## Biodiversitate
Situată în ecoregiunea mediteraneană, aria protejată conține 2 habitate naturale: Iazuri temporare mediteraneene, Păduri de Quercus ilex și Quercus rotundifolia.
La baza desemnării sitului se află mai multe specii protejate:
- amfibieni (1): Discoglossus sardus
- reptile (1): țestoasă bănățeană (Testudo hermanni)

Pe lângă speciile protejate, pe teritoriul sitului au mai fost identificate 9 specii de plante.